# Papa Eugênio III
Eugénio III, O.Cist, nascido Pietro Bernardo dei Paganelli; (Montemagno, c. 1080 — Tivoli, 8 de julho de 1153), foi o 167.º Papa da Igreja Católica, de 15 de fevereiro de 1145 até a data de sua morte. Nascido em Montemagno, próximo de Pisa, Itália, no seio de uma rica família cristã, pertencente à nobreza italiana, com o nome de Pier Bernardo Pignatelli, o futuro Papa Eugénio III foi ordenado sacerdote na cidade de Pisa. Segundo os registos da época, era inteligente, mas reservado e muito ponderado. Em 1135, ingressou na Ordem Cisterciense . Foi designado pelo seu superior para abrir outro mosteiro da Ordem na cidade de Farfa, diocese de Viterbo, onde foi nomeado abade pelo Papa Inocêncio II. Em 1145, Bernardo Pignatelli foi eleito Papa e adotou o nome de Eugénio III. 
Eugénio III teve de enfrentar a difícil situação política em Itália, provocada por Arnaldo de Bréscia – o grande opositor do poder temporal dos papas - que exigia a eleição de um papa que favorecesse as suas ambições políticas, fazendo pressão junto do Colégio Cardinalício. O abade Bernardo não era cardeal e foi eleito pelo Colégio Cardinalício, justamente para contrarrestar as exigências políticas de Arnaldo. 
Contudo, horas após a sua eleição, partiu de Roma para ser coroado no seu mosteiro de Farfa, em Viterbo, onde os seus cardeais também foram residir. Mas a população romana desejava a volta do Pontífice, que pouco depois, retornou a Roma. 
Em 1146, Arnaldo de Bréscia exigiu do Papa a entrega da cidade de Tívoli. Não concordando, Eugénio III mudou-se para Siena e, mais tarde, foi estabelecer-se, durante três anos, em França. 
Tendo tomado conhecimento da queda da cidade de Edessa, a capital do Condado de Edessa, nas mãos dos turcos, em Dezembro de 1145, Eugénio III escreveu uma carta a Rei Luís VII de França, convidando-o a fazer parte de uma cruzada. Em uma grande dieta ocorrida na cidade de Espira, na Alemanha, em 1146, o Imperador Conrado III, e muitos dos seus nobres, foram convencidos pela eloquência do Papa Eugénio III a dedicar-se a uma cruzada. 
Defendeu a Igreja contra os invasores turcos e iniciou a construção do Palácio Pontifício. Morreu no dia 8 de julho de 1153, depois de governar a Igreja durante oito anos e cinco meses, num período histórico muito complicado e violento. O Papa Eugénio III foi beatificado em 1872 pelo Papa Pio IX.